# HiPhi
HiPhi es la marca de vehículos eléctricos prémium de Human Horizons, una empresa china de tecnología y movilidad con sede en Shanghai. Los objetivos declarados de Human Horizons y HiPhi son redefinir la movilidad humana y futura centrándose en una estrategia holística de tres inteligentes: vehículo inteligente, transporte inteligente y ciudad inteligente. El primer vehículo, HiPhi X, se lanzó el 31 de julio de 2019 y tiene un alcance de 400 millas.

## Historia
Fundado en 2017, el Centro de Investigación y Desarrollo de Human Horizons se encuentra en Pujiang, Shanghai, China. En 2019, Human Horizons firmó un acuerdo de fabricación cooperativa con Yueda Group, Dongfeng Yueda Kia (DYK) para producir la gama de vehículos de HiPhi en sus instalaciones de fabricación en Yancheng, provincia de Jiangsu, China.
Su primer automóvil de producción, el HiPhi X, un SUV crossover eléctrico de tamaño completo Crossover (automóvil), salió a la venta en China en octubre de 2020 y las entregas a los clientes comenzaron en mayo de 2021. Su segundo modelo de producción, el HiPhi Z, es un GT de lujo de 5 puertas basado en la misma plataforma que el HiPhi X. El X se mostró por primera vez en forma de preproducción en noviembre de 2021, y el automóvil de producción se mostró en agosto de 2022 en el Salón del Automóvil de Chengdu. . Las entregas a los clientes comenzaron a principios de 2023 después de que los primeros coches de producción salieran de la línea de producción en diciembre de 2022.
En abril de 2023, HiPhi reveló su tercer modelo de producción, el HiPhi Y. El nuevo SUV eléctrico de tamaño medio se mostró en el Salón Internacional del Automóvil de Shanghai.
Human Horizons y HiPhi tienen una sede en Qingdao, un centro de software y una empresa de software HiPhi en el distrito de Jinjiang, Chengdu, y un centro de diseño e investigación de tecnología avanzada en Tokio, Japón. HiPhi opera una red de "HiPhi Hubs" que cubre las principales ciudades de China y la compañía ha manifestado su ambición de expandir su alcance a nivel mundial a medida que continúa expandiéndose.
En el Salón Internacional del Automóvil de Shanghai 2023, durante la presentación de HiPhi y Human Horizons, se anunció la apertura de centros de operaciones en Munich, Alemania, y Oslo, Noruega, estos encabezan la introducción de la compañía en el mercado europeo.

## Personas clave
Human Horizons y HiPhi fueron fundadas por su presidente y director ejecutivo, Ding (David) Lei, ex director ejecutivo de Shanghai General Motors y vicepresidente de SAIC-GM (Cooperación de la industria automotriz de Shanghai). Lei destaca el concepto de espacio y tiempo como influencias clave en la creación de la marca HiPhi. El logotipo de la empresa HiPhi hace referencia a esto: representa el espacio cuando se ve horizontalmente de izquierda a derecha, mientras que el elemento vertical del logotipo caracteriza el tiempo.
Otras personas clave en el equipo de liderazgo de Human Horizons incluyen al presidente Ken Weisman, el director técnico Mark Stanton, el codirector técnico Jun Chen, el director financiero Simon Tang y el vicepresidente de diseño Nicolas Huet.
La experiencia de la dirección es amplia; Abarca marcas automotrices tradicionales como Shanghai GM, Foton Automotive, Ford, Jaguar, Land Rover, BMW y Ricardo, así como empresas y firmas de tecnología, comercio electrónico, hardware, investigación e internet en los sectores legal y bancario.

## Conceptos iniciales
En octubre de 2018, Human Horizons presentó un par de vehículos conceptuales, el HiPhi H (Hypervelocity) y el Concept A (Agility), como demostración de la estrategia vehicular con visión de futuro de la compañía. En 2019 siguió otro concepto, denominado Concept U (Ultimate Mobility), al igual que el concepto HiPhi 1, que es una vista previa del automóvil de producción HiPhi X.
Concept H (Hyper-velocity - 2018) demostró un modelo deportivo prémium con tres asientos dispuestos en un diseño 2+1 (dos en la parte delantera y un pasajero en la parte trasera) como resultado de su forma en forma de lágrima. Diseño de carrocería aerodinámicamente eficiente. La tecnología notable incluía cuatro motores de cubo de rueda individuales alimentados por un paquete de baterías que, según HiPhi, daban un alcance potencial de 621 millas (1000 km). El Concept H también presentaba una cabina reconfigurable y cubiertas de aire activas para las ruedas para suavizar el flujo de aire alrededor de las ruedas.
'Concept A (Active Agility – 2018) es una cápsula de viaje con sistema POD que se conecta con varios sistemas de viaje para formar diferentes modos de transporte, que incluyen viajes terrestres, ferroviarios, monorraíl, marítimo y aéreo.
Concept U (Ultimate Mobility - 2019) is a larger development of the Concept H, with additional seating.
Human Horizons también demostró el potencial de su tecnología de motor de cubo experimental en 2018, mostrando su vehículo de ingeniería RE05 que utiliza motores de cubo avanzados en las ruedas para la propulsión y la dirección.
Posibilidades que incluyen tracción a las cuatro ruedas y dirección a las cuatro ruedas. La empresa aún no ha utilizado la tecnología en un vehículo de producción, aunque HiPhi ha declarado su intención de implementarla en productos futuros.
HiPhi Concept 1 presentado en julio de 2019, el HiPhi 1 fue esencialmente una vista previa del primer modelo de producción de HiPhi, el HiPhi X.

## Estrategia 3-Inteligente
Human Horizons demostró su compromiso con su estrategia 3-Smart con su demostración de Smart Road en 2019, en Yancheng, China, un Sistema Cooperativo de Transporte Inteligente (C-ITS). Al encabezar la estrategia de transporte inteligente de Human Horizons, integra detección de carreteras, control en el vehículo y computación en la nube con comunicación de datos 5G para permitir pruebas de vehículos autónomos de nivel 3 a 5.

## Productos

### Coches de producción
- HiPhi X.[12]
- HiPhi Z.[13]
- HiPhi Y.[14][15]

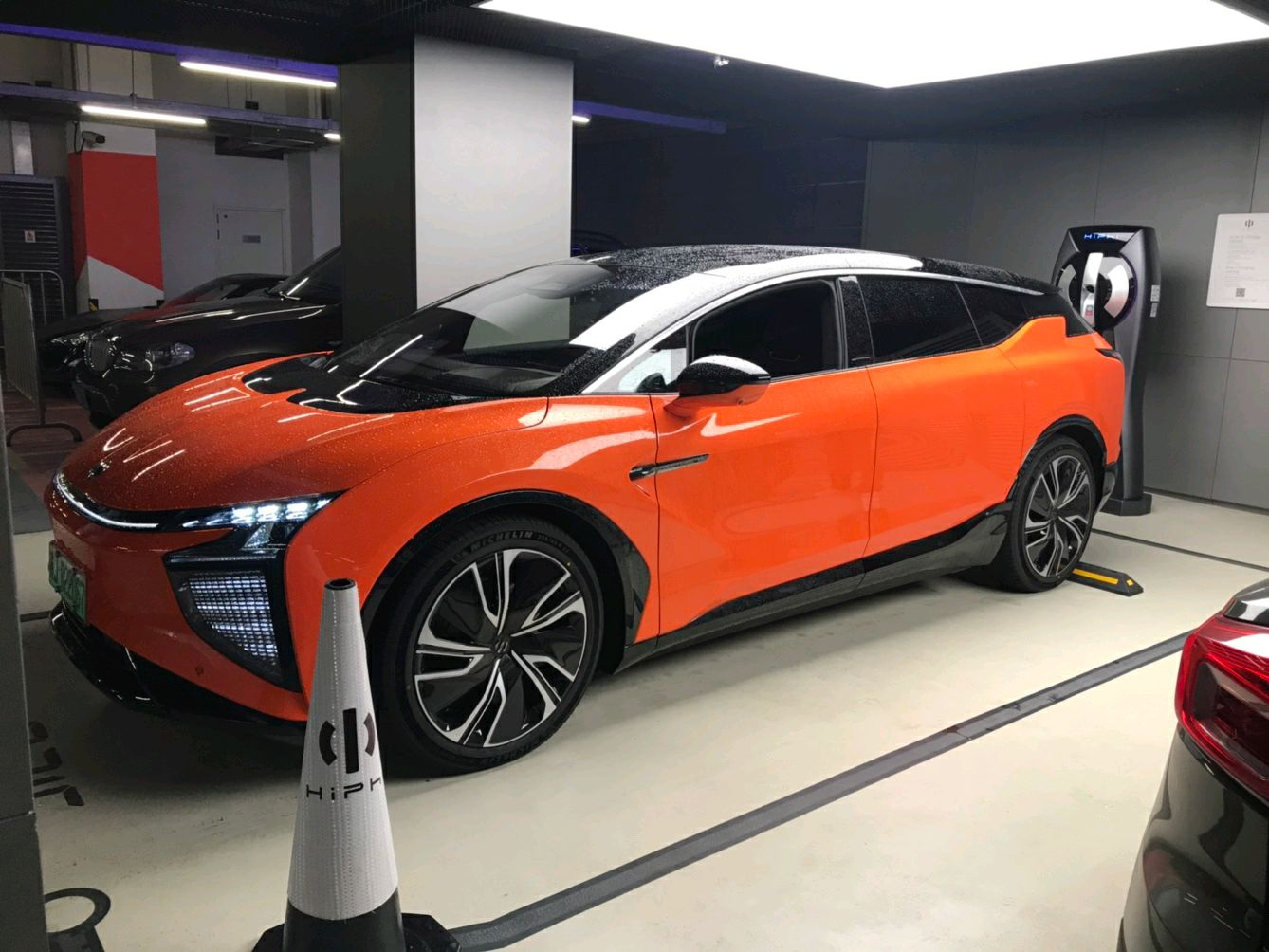
HiPhi X
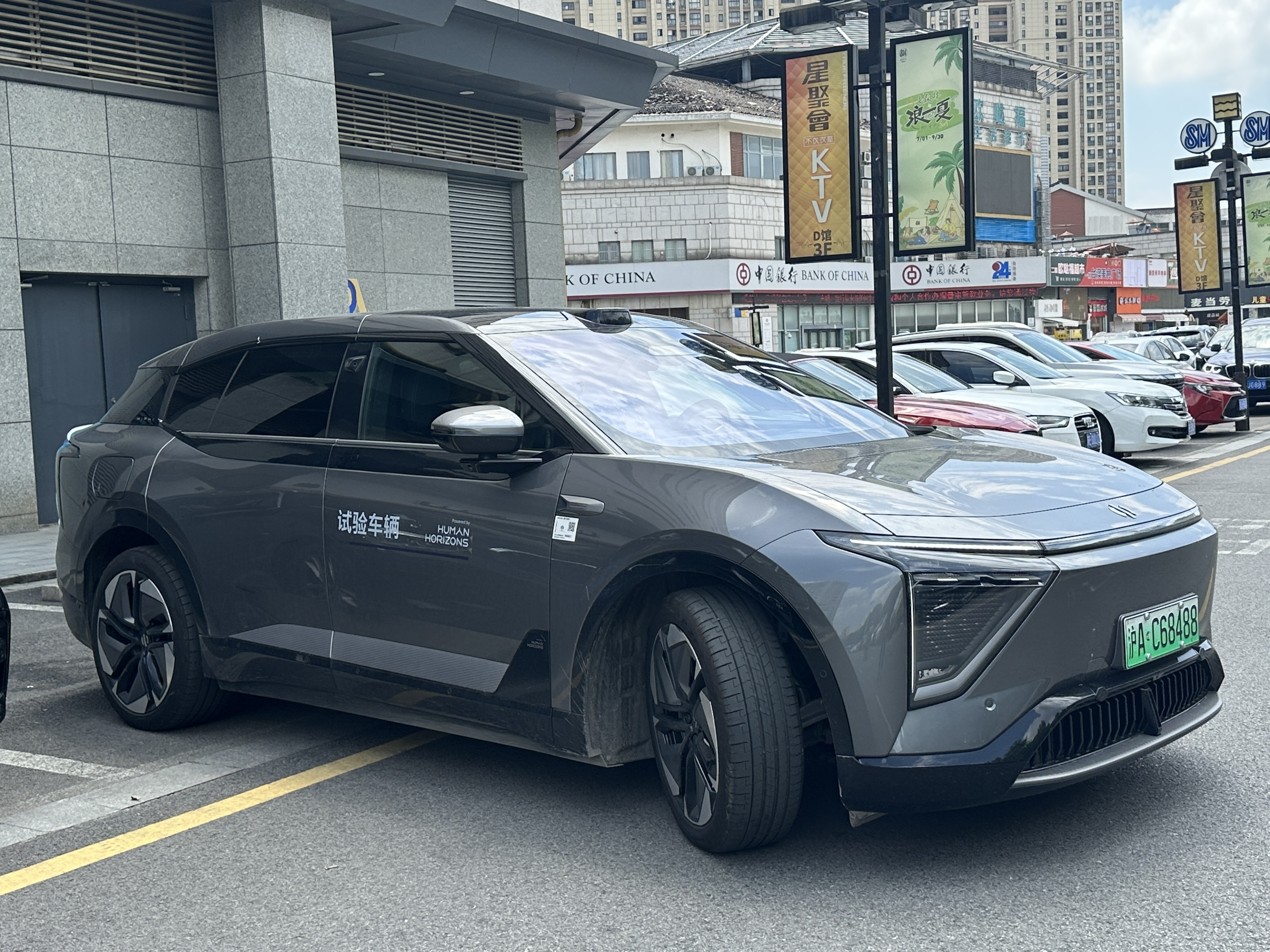
HiPhi Y
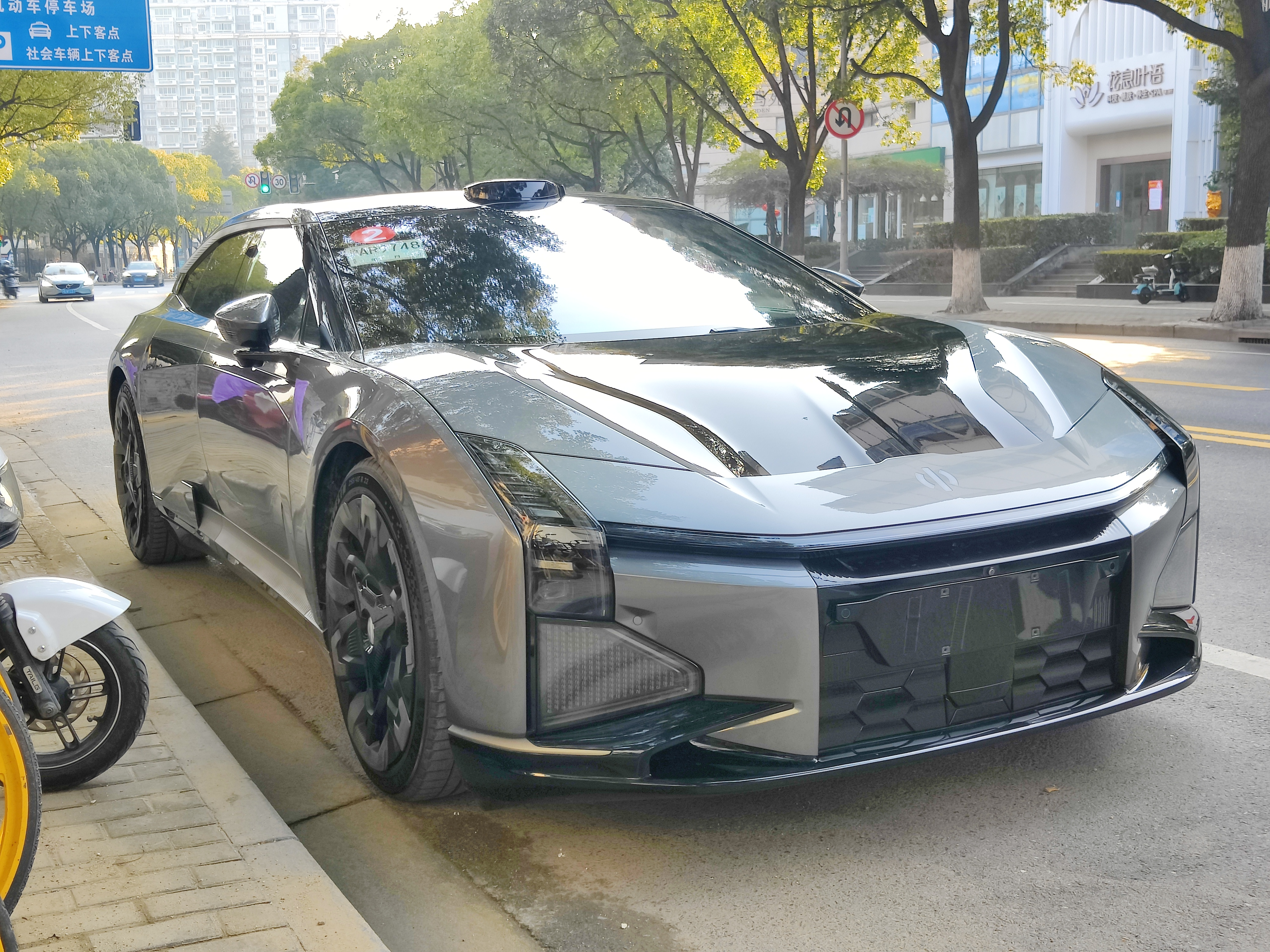
HiPhi Z

## Ventas
| Año  | Total |
| ---- | ----- |
| 2021 | 4,237 |
| 2022 | 4,394 |